# Maria Antonietta d'Asburgo-Lorena (principessa badessa)
1. RINVIA Maria Antonietta d'Asburgo-Lorena (principessa-badessa)